# John Curran
John Curran (Utica, 11 de setembre de 1960) és un director de cinema i guionista estatunidenc.

## Biografia
Nascut a Utica, Nova York, Curran ha estudiat il·lustració i disseny a la Universitat de Syracuse, després ha treballat com illustrador, dissenyador gràfic i guionista a Manhattan, abans de traslladar-se a Sydney, Austràlia el 1986. Va treballar en espots de televisió abans d'escriure i dirigir el curtmetratge Down Rusty Down. Pel seu primer llargmetratge, la tragèdia Praise (1998), va ser nominada als premis Australian film Institute a la millor direcció i va guanyar el premi del Film Critics Circle of Australia al millor director i el Premi de la crítica al Festival Internacional de Cinema de Toronto.
Després de sis anys de inactivitat, Curran va tornar amb un nou projecte, la pel·lícula independent Els jocs dels grans (2004), gràcies al qual ha estat nominat pel Gran Premi Especial al Festival de cinema de Deauville i pel Gran Premi del jurat al Festival de Cinema de Sundance. Dos anys després, dirigeix El vel pintat, tercera adaptació cinematogràfica de la novel·la (1925) de W. Somerset Maugham interpretada per Edward Norton, Naomi Watts i Liev Schreiber.
Ha escrit el guió de The Killer Inside Me, segona adaptació de la pel·lícula treta de la novel·la (1952) de Jim Thompson; la pel·lícula és interpretada per Jessica Alba, Kate Hudson, Casey Affleck i Bill Pullman i dirigida per Michael Winterbottom. També el 2010 dirigeix Stone, segona col·laboració amb l'actor Edward Norton, coprotagonista al costat de Robert De Niro.

## Filmografia

### Director
- 1996: Down Rusty Down (curtmetratge)
- 1998: Praise
- 2004: Ja no som dos
- 2006: El vel pintat
- 2010: Stone
- 2013: Tracks
- 2017: L'escàndol Ted Kennedy[2]
- Pròximament: The Beautiful and Damned

### Guionista
- 2004: Ja no som dos
- 2010: The Killer Inside Me

### Productor executiu
- 2006: El vel pintat